# Harald Neumeyer
Harald Neumeyer (* 1962) ist ein deutscher Literaturwissenschaftler.

## Leben
Von 1983 bis 1992 studierte er Germanistik, Philosophie, Romanistik und Politik in Heidelberg, Göttingen, Madrid und Freiburg im Breisgau. Nach der Promotion 1997 an der Universität Freiburg im Breisgau und der Habilitation 2008 an der Universität Bayreuth (Venia legendi für das Fachgebiet Neuere deutsche Literaturwissenschaft) ist er seit 2012 Professor für Neuere Deutsche Literaturgeschichte an der Universität Erlangen-Nürnberg.
Seine Forschungsschwerpunkte sind Literatur und Wissen, Literatur und Wissenschaft 1700–2000, kulturwissenschaftliche Lektüren zu Franz Kafka und Psychen-Narration, Psychen-Analyse: Literatur und die Erfindung des Unbewussten (1750–1880).

## Schriften (Auswahl)
- mit Heinrich Bosse: „Da blüht der Winter schön“. Musensohn und Wanderlied um 1800. Freiburg im Breisgau 1995, ISBN 3-7930-9116-3.
- Der Flaneur. Konzeptionen der Moderne. Würzburg 1999, ISBN 3-8260-1468-5.
- Anomalien, Autonomien und das Unbewusste. Selbstmord in Wissenschaft und Literatur von 1700 bis 1800. Göttingen 2009, ISBN 978-3-8353-0531-1.
- mit Roland Borgards (Hg.): Büchner-Handbuch. Leben – Werk – Wirkung. Stuttgart 2015, ISBN 3-476-02569-1.